# سیاه ۷۹۸۴
سیاه ۷۹۸۴ (به انگلیسی: Black 7984) با فرمول شیمیایی C۲۶H۱۹N۵Na۴O۱۳S۴ یک ترکیب شیمیایی است. که جرم مولی آن ۷۳۳٫۶۹ g/mol می‌باشد. 